# 世界平和国会議員連合
世界平和国会議員連合（せかいへいわこっかいぎいんれんごう、英語: International Association of Parliamentarians for Peace; IAPP）は、世界平和統一家庭連合（旧統一教会）の関連団体の天宙平和連合（UPF）が創設した団体。各国の国会議員により構成される。2016年設立。表面上は「平和運動」を謳った政治運動だが、流出した内部文書によると、韓鶴子統一教会総裁の命令で、2020年までに世界7か国で、統一教会を各国の国教にする計画を実現するために作られた。7か国の中には、日本も含まれている。

## 概要
梶栗正義UPF-Japan会長の主導により、2016年2月15日、韓国の大韓民国国会会館で発起人大会が開かれ、発足した。その際、議員連合の創設にあたって約40か国の100人以上の議員が決意表明をした。韓国での発足後、同年7月にネパールでアジアー太平洋・オセアニア・中華圏大会、8月にブルキナファソで西アフリカおよび中央アフリカ大会、9月にイギリスの国会議事堂で欧州・中東大会、10月にはコスタリカで中米大会、同月、パラグアイの国会議事堂で南米大会、11月上旬にはザンビアの国会議事堂で東アフリカ大会が開かれ、各国で議員連合が創設された。12月1日には、ワシントンD.C.の上院議員会館で北米大会が開かれ、米上院・下院議員80名と世界52か国の国会議員63名が参加、韓鶴子統一教会総裁が基調講演を行っている。
2017年2月、天宙平和連合は韓国のソウルで「第4回ワールドサミット」を開催。同時に開催されたIAPPの総会に武田良太、山本朋広、柳本卓治が参席した。同年11月13日、天宙平和連合は世界平和国会議員連合の協力機関として、「世界平和宗教人連合」（Interreligious Association for Peace and Development; IAPD）を設立した。ウガンダでも議員連合は創設されており、複数の国会議員が参席する中でウガンダ議会にて2017年12月に創設された。
2018年、リベリアでの創設の際は、平和・宗教・国家間和解議員内委員会のロナルド博士が支持を表明した。
議員連合のガーナでの創設は2021年5月で、ガーナ国民議会長のバグビン氏が創設を支持した。

## 日本支部
2016年11月17日、日本のIAPP創設大会が参議院議員会館特別会議室で開催され、「日本・世界平和議員連合」が発足した。「日本・世界平和議員連合」は世界平和国会議員連合の日本支部に相当する。この時の大会の名称は「ILC-JAPAN 2016」。ILCは国際指導者会議の略称で、この組織もまた統一教会のダミー組織の1つである。同大会には当時の閣僚5人を含む63人の国会議員が参加。代理出席の秘書を合わせると100名以上が出席した。これ以前にも統一教会関連の団体のイベントへ国会議員が参加することはあったが、その数は数名であることが多かったのに対して、この時の出席人数は相当多い。
当初の日本・世界平和議員連合会長は大野功統元防衛庁長官だったが、その後、原田義昭元環境相に変わった。2022年現在、顧問は梶栗正義UPF-Japan議長。
2021年6月11日に、衆議院第一議員会館で議連の第1回総会が開かれ、自民党の国会議員20名が出席した。出席者には、細田博之前衆議院議長や逢沢一郎衆議院議員、神山佐市、伊東良孝、奥野信亮、御法川信英、原田義昭、三原朝彦、柳本卓治、宮島喜文、中村裕之、工藤彰三、斎藤洋明、藤原崇、関芳弘、八木哲也、上野賢一郎、金子万寿夫、松本文明、田畑裕明が含まれていたことが分かっている。

## 日本・世界平和議員連合懇談会
2020年、世界平和国会議員連合の日本の議員連盟である「日本・世界平和議員連合懇談会」が設立された。初代会長は大野功統。顧問に国際勝共連合会長の梶栗正義が就任した。
2021年6月11日、「日本・世界平和議員連合懇談会」の総会が開かれ、原田義昭が会長に、細田博之が名誉会長に選出された。
2022年8月末、「岸田文雄総理大臣が教団との訣別を宣言した」として解散した。

### 解散までの所属議員
- 細田博之（名誉会長）
- 逢沢一郎
- 御法川信英（幹事長）[22]
- 中村裕之
- 工藤彰三
- 藤原崇
- 関芳弘
- 八木哲也
- 上野賢一郎
- 田畑裕明
- 奥野信亮（幹事）[22]
- 田所嘉徳
- 牧原秀樹[25]
- 伊東良孝（幹事）[26]
- 山本朋広（幹事）[22]
- 神田憲次（幹事）[22]
- 江島潔（幹事）[22]
- 土井亨（幹事）[22]
- 穴見陽一（幹事）[22]
- 武村展英（幹事）[22]
- 鳩山二郎（幹事）[22]
- 北村経夫（幹事）[22]
- 伊藤良孝（幹事）[22]
- 長尾敬（幹事）[22]
- 繁本護（幹事）[22]

元議員
- 大野功統（顧問）[22]
- 柳本卓治（顧問）[22]
- 原田義昭（会長）[22]
- 宮島喜文[22]
- 神山佐市
- 三原朝彦（副会長）[22]
- 金子万寿夫（幹事）[22]
- 松本文明